# Chaplins pojke
Chaplins pojke (originaltitel: The Kid) är en amerikansk komedistumfilm från 1921, producerad av Charlie Chaplin med honom själv i huvudrollen. I filmen spelar Jackie Coogan rollen som Chaplins adopterade son och följeslagare.

## Handling
En skild kvinna lämnar sitt nyfödda barn i en rik familjs bil, i hopp om att barnet ska få ett bättre liv än det hon kan ge honom. Hon går bort från bilen till en park, ovetande om att två tjuvar stjäl bilen. Hon ångrar sig och går tillbaka, men bilen är borta och hennes barn syns inte till. Tjuvarna upptäcker att de har ett barn i baksätet och dumpar det i ett slumområde. En förbipasserande man hittar barnet och tar hand om det.
Fem år senare har kvinnan blivit en berömd skådespelerska, men kan inte glömma sin lilla pojke. Pojken och mannen lever fattigt och tjänar sitt uppehälle genom att mannen säljer fönsterglas till människor (vars fönster i förväg har krossats av pojken, som har kastat sten på dem). Socialtjänsten upptäcker dock hur de lever och försöker att ta pojken ifrån mannen. Det inleder en jakt över hela staden då mannen förtvivlat försöker springa ifatt bilen. Han får tag i barnet och de undkommer socialtjänsten. Genom olika händelser hittar pojkens biologiska mor dem och inser att det är hennes egen son. Hon adopterar pojken och bjuder in mannen att bo tillsammans med henne och pojken.

## Om filmen
Chaplins pojke har visats i SVT, bland annat 1980, 1983, 2008, 2009, 2013 och i juni 2021.

## Medverkande i urval
- Charlie Chaplin – Luffaren
- Jackie Coogan – Barnet ("John")
- Edna Purviance – Modern
- Carl Miller – Fadern
- Lita Grey – Frestelsernas ängel (ej krediterad)